# Hà Lâu
Hà Lâu là một xã thuộc huyện Tiên Yên, tỉnh Quảng Ninh, Việt Nam.
Xã Hà Lâu có diện tích 153,66 km², dân số năm 1999 là 2.141 người, mật độ dân số đạt 14 người/km².